# 二人三脚

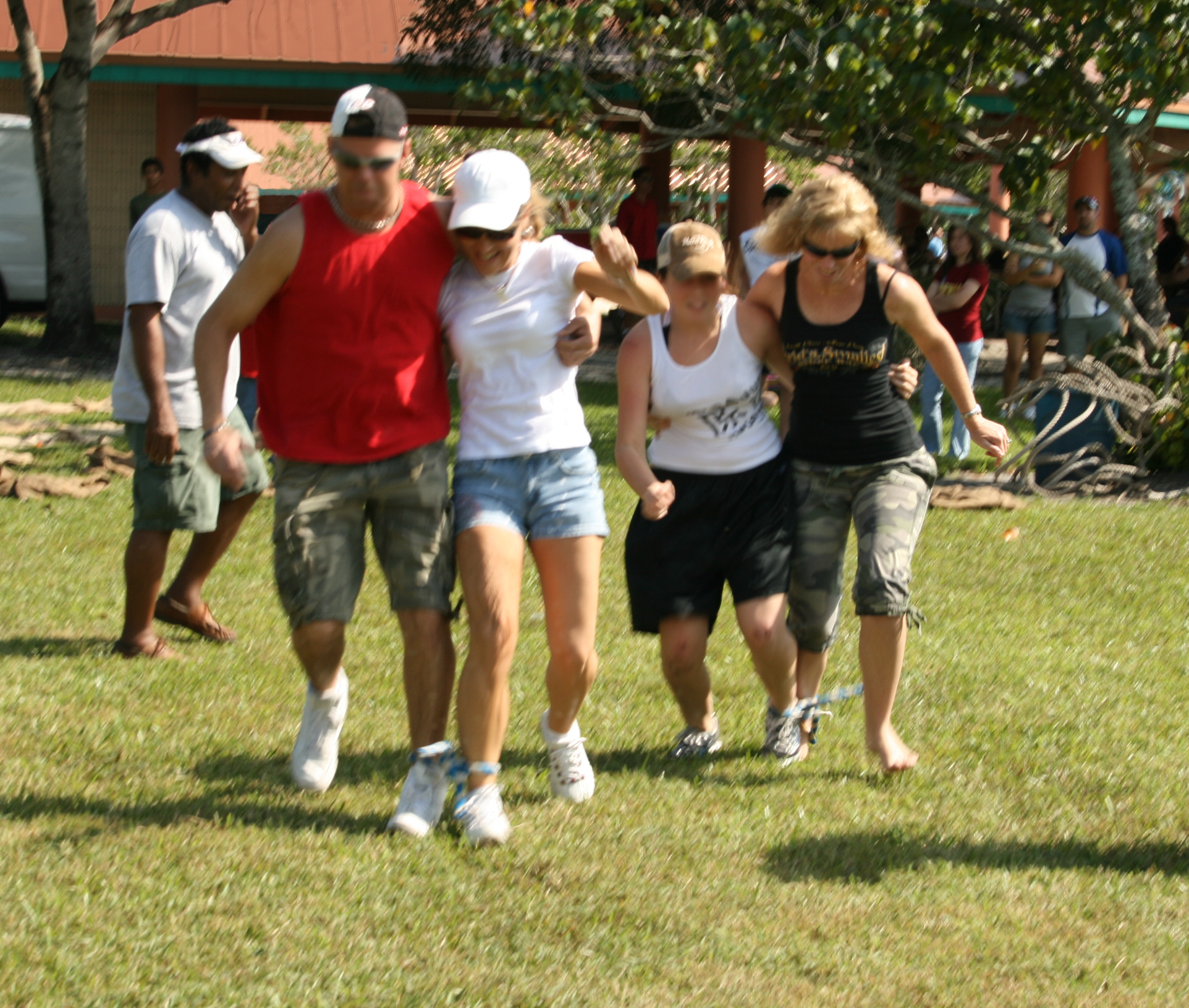
1組vs1組の競走による二人三脚 (2007年、米国フロリダ州マイアミで行われた、ある企業の親睦会にて.)

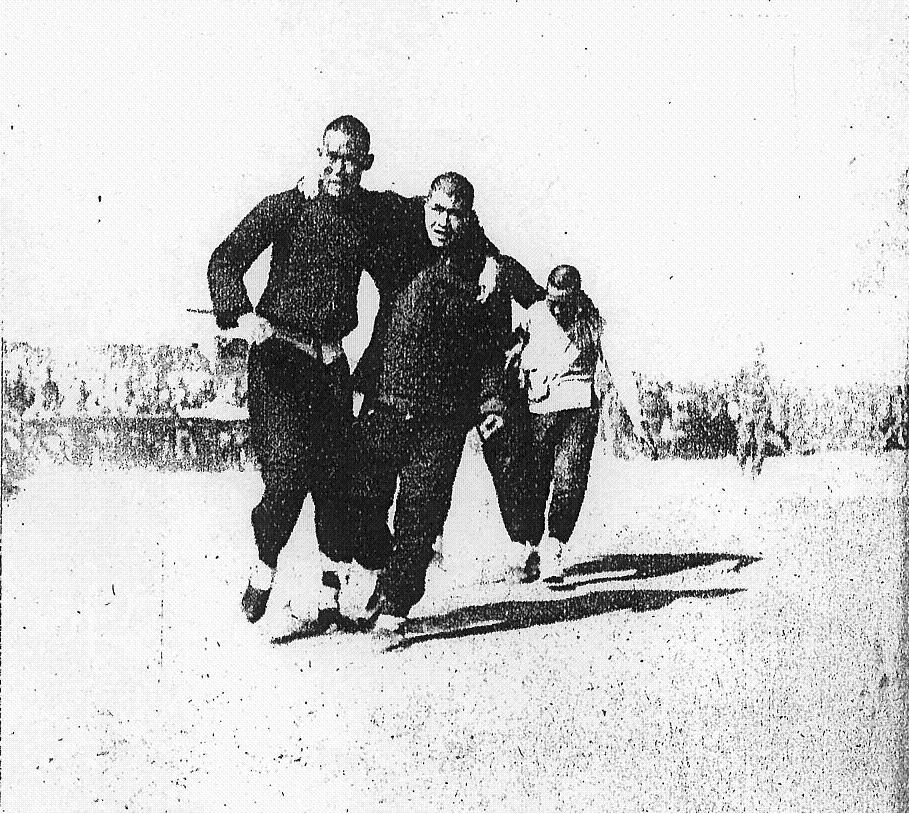
中国山西省臨汾で開かれた日支親善運動会にて (朝日新聞 1939年4月25日発行)

二人三脚（ににんさんきゃく）とは、走者2人が内側の足首を紐などで結び調子を合わせて走るもの。運動会やクラスマッチなどで行なわれる。

## 概要
足の結束にはゴム製のバンドなどが用いられ、専用の二人三脚ベルトも販売されている。幼児向けの遊戯解説書には足に負担をかけないよう足の結束に紙テープなどを用いて解説されているものもある。
数組単位で速さを競うリレー形式の場合もある（二人三脚競走）。二人三脚状態でリレーをする場合、次走者に渡すものはバトンやたすきが一般であるが、稀に足を繋いでいる紐をほどいて次走者に渡し、次走者はその紐で足を繋いでから走るといったものもある。また、二人三脚の状態で二人でボールを蹴りながらリレーを行う二人三脚転球もある。
一組三人以上で行われることもあり、その際には人数により三人四脚、四人五脚などと名前が変わる。
なお、二人三脚はパートナーとの連携が重要な競技であることから、二人が共同して作業をする様を二人三脚と表現する事もある。

## 歴史
1874年に海軍兵学校で行われた日本初の運動会とされる競闘遊戯では「蛺蝶趁花」という名称で実施された。また1878年に札幌農学校で開催された運動会では、既に競技種目に組み込まれていた。

## ギネスブック記録
2010年11月28日に東京都渋谷区の代々木公園陸上競技場で行われた305人306脚で50メートルを歩いたイベントにおいて、種目名「multi-legged race」としてギネスブックの認定記録となっている。
この記録は「虹の扉」という団体が所有している。

## 二人二脚
二人二脚は走者2人が内側の足首を紐などで結び内側の膝を後に曲げ調子を合わせて跳ねながら前進するもの。二人三脚よりも難易度は高くなる。

## その他
- 囚人同士が足枷によって鎖でつながれている状況で脱獄を試みる場合も、二人三脚となり、例として、西川寅吉は明治19年（1886年）に3度目の脱獄の際、相方と共に逃げたが、相手が元人力車夫で足が速く歩調が合わず、捕まっている。この逸話は、日本テレビ系列の『たけし・さんま世紀末特別番組!! 世界超偉人伝説#111人伝説（1998年3月26日放送）』においても紹介されている。
- 運動会とは別に互いの足首を結んで走った例としては、アッツ島の戦いにおける玉砕戦で、日本兵が途中で怯まないように仲間同士で足首を縛って突撃した話がある[4]。